# Przeklęta (telenowela)
Przeklęta (hiszp. Mi adorable maldición) – meksykańska telenowela wyprodukowana przez wytwórnię Televisa. W rolach głównych wystąpili Renata Notni i Pablo Lyle.

## Wersja polska
W Polsce telenowela była emitowana w TV4. Pierwszy odcinek wyemitowano 11 lipca 2019 o godzinie 17.00. Od 20 sierpnia telenowela jest emitowana o godzinie 16.00. Od 2 września telenowela była emitowana o godzinie 11.00. Od 2 grudnia 2019 nowe odcinki były nadawane w dni powszednie trzy razy - o 09:00, 10:00 i 11:00. Opracowaniem wersji polskiej zajęła się Iwona Ufnal. Lektorem serialu był Paweł Straszewski

## Obsada
- Renata Notni - Aurora Sánchez Ruiz / Carmen Ruiz Campos de Sánchez
- Pablo Lyle - Rodrigo Villavicencio Solana / Andrés Villavicencio Urrutia
- Laura Carmine - Mónica Solana Pineda
- Roberto Blandón - Severo Trujillo
- Maya Mishalska - Elsa Solana Vda. de Villavicencio[12]
- Patricia Navidad - Apolonia Ortega Vda. de Galicia
- Cecilia Gabriela - Corina Pineda Vda. de Solana
- Socorro Bonilla - Macrina Romero
- José Carlos Ruiz - Ponciano Juárez
- Alejandro Ávila - Camilo Espinosa
- Ernesto Gómez Cruz - Padre Basilio
- Paty Díaz - Brígida Sánchez Rodríguez Vda. de Johnson
- Erik Díaz - Rafael Galicia Ortega / Rafael Galicia Molina
- Juan Ángel Esparza - Jerónimo Ríos
- Alejandro Ruiz - Onésimo Quiñones
- Bárbara Gómez - Altagracia Bautista
- Iliana de la Garza - Maximina Bautista
- Catalina López - Xóchitl Romero
- Eva Cedeño - Inés Bustos
- Aldo Guerra - Luis Delgado
- Ricardo Zertuche - Tobías Ávila Juárez
- Miranda Conther - Dolores "Loli" Bustos
- Carla Cardona - Nadia del Valle
- Ilse Ikeda - Bonifacia Mujica "Boni"
- Christian Andrei - Wenceslao Reyes
- Fabiola Andere - Epifania Reyes "Epi"
- Santiago Hernández - Gonzalo Galicia Ortega "Chalo"
- Ricardo Vera - Eduardo Murray
- Ignacio Guadalupe - Anselmo Sánchez Rodríguez
- Conan O'Brien[13] - Joseph Robinson
- Carlos Athié - Ernesto Verdoso
- Agustín Arana - Armando Cisneros[14]
- Ricardo Franco - Dr. Marco Lascuráin[15]
- Virginia Marín - Gloria Juárez Vda. de Ávila
- Eduardo Carbajal - Lic. Vargas
- Gema Garoa - Pilar Alarcón
- Arturo Vázquez - Dionisio Ávila
- Raúl Coronado - Lucas Almada Rosas / Luca Rossetti
- Mar Zamora - Zuleyma
- Héctor Cruz - Abundio Ibarra
- Juan Verduzco - Psicólogo de Aurora
- Paulina de Labra - Lic. Socorro Buendía
- Mario Erosa - Laviada
- Miguel Priego - Dr. Solórzano
- Jorge de Marín - Lic. Velázquez
- Fernando Robles - Melitón Bustos / Macario
- Myrrha Saavedra - Sabina de Bustos
- Lorena Álvarez - Emma
- Pietro Vanucci - Dr. Felipe Moreno
- Karenn Encinas - Mesera del Huateque
- Ruth Rosas - Enfermera
- Benjamín Islas - Juez
- María Prado - Reclusa
- Cinthia Aparicio - Apolonia Ortega de Galicia (młody)
- Adriana Williams - Elsa Solana de Villavicencio (młody)
- Ana Tena - Aurora Sánchez Ruiz (dziecko)
- Mikel - Rodrigo Villavicencio Solana (dziecko)

## Nagrody i nominacje

### Kids Choice Awards México
| Rok  | Kategoria        | Osoba        | Wynik     |
| ---- | ---------------- | ------------ | --------- |
| 2017 | Ulubiona aktorka | Renata Notni | Nominacja |
| 2017 | Ulubiony aktor   | Pablo Lyle   | Nominacja |

### Premios TVyNovelas 2018
| Kategoria                       | Osoba            | Wynik     |
| ------------------------------- | ---------------- | --------- |
| Najlepszy aktor pierwszoplanowy | José Carlos Ruiz | Nominacja |